# Hipparchia fidiaeformis
Hipparchia fidiaeformis är en fjärilsart som beskrevs av Ruggero Verity 1919. Hipparchia fidiaeformis ingår i släktet Hipparchia och familjen praktfjärilar. Inga underarter finns listade i Catalogue of Life.